# Bernardyńska
Bernardyńska – osiedle w dzielnicy Mokotów w Warszawie.

## Położenie i charakterystyka
Osiedle Bernardyńska położone jest na stołecznym Mokotowie, w południowej części obszaru Miejskiego Systemu Informacji Czerniaków. Obejmuje 18-hektarowy teren ograniczony od południa ulicą Gołkowską, a od północy Kanałem Czerniakowskim. Przez jego obszar przebiegają ulice Bernardyńska i Franciszka Starowieyskiego. Nazwa osiedla pochodzi od ulicy Bernardyńskiej.
Osiedle zostało zbudowane w technologii monolitycznej w latach 1974–1979. Jego generalnym projektantem był Jan Zdanowicz. Składało się z 19 trzynastokondygnacyjnych punktowych bloków mieszkalnych. Całość obejmowała 1540 mieszkań, które zaplanowano na ok. 5200 mieszkańców. Powstało także przedszkole oraz budynek handlowo-usługowy. W latach 2003–2004 spółka Dom Development wybudowała na terenie osiedla nowy 7-piętrowy budynek mieszkalny o nazwie „Willa Anna”. Znajdował się tu także murowany budynek mieszkalny z okresu międzywojennego pod adresem Bernardyńska 14a, zachowany w oryginalnym stanie.
W latach 80. XX w. mieszkał tu i miał swoją pracownię Franciszek Starowieyski, który w ramach protestu przeciwko brakowi otynkowania bloków wywiesił na elewacji budynku kilkumetrowe dzieło z trupią czaszką, co spowodowało konflikt z zarządcą osiedla. W 2015 roku jednej z ulic na osiedlu nadano imię artysty.
Na terenie osiedla działa Międzyzakładowa Spółdzielnia Mieszkaniowa „Energetyka”.
W sąsiedztwie, na wschodzie, znajduje się murowany dwór folwarku Czerniaków z ok. 1850 roku (wpisany w 2012 roku do gminnej ewidencji zabytków jako dwór Wojciecha Zatwarnickiego) oraz Jeziorko Czerniakowskie. Na zachód od Bernardyńskiej powstało kolejne osiedle projektu Jana Zdanowicza – Bernardyńska-Powsińska.

## Galeria
| - Zabudowania osiedla nad Jeziorkiem Czerniakowskim, widok od południa. W tle skyline Warszawy - Widok na osiedle z ulicy Gołkowskiej w kierunku zachodnim |